# Apanteles deplanatus
Apanteles deplanatus är en stekelart som beskrevs av Muesebeck 1957. Apanteles deplanatus ingår i släktet Apanteles och familjen bracksteklar. Inga underarter finns listade i Catalogue of Life.